# 布坎南山
79°39′S 82°55′W / 79.650°S 82.917°W
布坎南山（英語：Buchanan Hills）是南極洲的山峰，座標79°39′S 82°55′W，位於埃爾斯沃思地，處於尤尼昂冰川以北，屬於赫里蒂奇嶺的一部分，以生物學家命名，現時由南極條約體系管理。